# Lennart Hyland
Lennart Hyland (24. september 1919 i Tranås (Småland) – 15. marts 1993 i Stockholm), var en svensk journalist og programleder i Sveriges Radio og Sveriges Television. Hyland blev ansat i den daværende Radiotjänst i 1945 og overtog Sven Jerrings rolle som sportsreporter. Han er dog mest kendt som programleder for Hylands hörna, Karusellen, Stora Famnen og andre programmer. Hylands hörna begyndte som radioprogram og blev i 1962 flyttet til fjernsynet. Programmet blev sendt i flere omgange helt frem til 1983.